# Шевченко Лев Андрійович
Лев або Леонтій Андрійович Шевченко (18 червня (30 червня) 1891, Кирилівка — 8 січня 1919, Звенигородка) — офіцер-авіатор російської армії, згодом сотник Армії УНР й організатор «Вільного козацтва» на Звенигородщині, керівник Звенигородського повстання проти німців. Походив з роду Тараса Шевченка.

## Життєпис
Народився в сім'ї племінника Тараса Шевченка відставного солдата Андрія Йосиповича Шевченка та його дружини Ганни Іванівни. Був молодшим сином у сім'ї. Попри те, що родина жила бідно, йому вдалося отримати освіту.
У 1917 році мав ранг сотника авіації, у грудні ж того року брав участь у роззброєнні пробільшовицьких частин у Києві. 1918 року повернувся на малу батьківщину, де погодився на пропозицію місцевих отаманів очолити повстання. Коли Юрій Тютюнник після повернення з Києва повідомив його, що повстала лише Звенигородщина, а в керівників національного руху в Києві не було жодної позиції щодо повстання, вирішив все одно брати Звенигородку в надії, що це підніме селян в інших повітах. Шевченко намагався об'єднати повстанські сили, але коли через кілька днів після взяття Звенигородки німці стягнули нові сили, розпустив повстанців. Сам залишився на ніч у місті й наступного дня добровільно здався німцям. Його відвезли до Києва, де вели слідство, але через два місяці він утік з-під варти й переховувався до повалення гетьманської влади.
У грудні 1918 року колишній звенигородський повітовий отаман Михайло Павловський, відповідаючи на закиди в організації «провокаційного» невдалого повстання, назвав «провокатором» Левка Шевченка. Останній у своїй відповіді заявив, що його «провокація» не більша за «провокацію» Павловського, який своїми відозвами закликав до повстання, але напередодні його початку втік зі Звенигородщини.
У січні 1919 року, коли Шевченко приїхав до Звенигородки, Павловський дав наказ заарештувати його. 8 січня арештованого вбили вояки армії УНР у центрі Звенигородки при спробі втечі.

## Пам'ять
У радянські часи ім'я Лева Шевченка замовчувалося, оскільки, за версією радянської історіографії, Звенигородське повстання очолювали більшовики. Лише в 1969 році місцевим краєзнавцям Михайлу Іванченку та Володимиру Хоменку в путівнику «Звенигородщина» вдалося згадати про участь у повстанні «братів Митрофана і Леонтія Шевченків», оминувши те, що вони керували загонами «Вільного козацтва». 
В еміграції участь Левка Шевченка у повстанні детально описав Юрій Тютюнник в опублікованих на початку 1920-х років нарисах «Звенигородський кіш вільного козацтва» та «Повстанча стихія». Також про нього згадували в спогадах Яків Водяний та Олександр Доценко. Але загалом історія Звенигородського повстання привертала мало уваги, оскільки панівним став погляд на нього як на «провокацію», що завдала шкоди «національній справі», сформульований ще наприкінці 1918 року в газеті «Нова Рада». На думку Олександра Гриценка:
|  | Коротка і трагічна історія Левка Шевченка... може служити ілюстрацією того, як справді яскраві події і яскраві постаті минулого бувають приречені на забуття чи напівзабуття, якщо вони не вкладаються у «мейнстрімовий» історичний наратив — у цьому випадку ані в радянський, ані в український національний. |